# طجر علوی
طجرعلوی، روستایی از توابع بخش مرکزی شهرستان ملایر در استان همدان ایران است. نام این روستا از تجر به معنی کاخ زمستانی به طجر تغییر کرد.

## جمعیت
این روستا در دهستان ترک شرقی قرار دارد و براساس سرشماری مرکز آمار ایران در سال ۱۳۹۵، جمعیت آن 700نفر (225خانوار) بوده‌است.
مردم روستای طجرعلوی به زبان  ترکی آذربایجانی  سخن می گویند.
```
[
۱
]
```